# Internazionali di Tennis di San Marino 1991
Gli Internazionali di Tennis di San Marino 1991 sono stati un torneo di tennis giocato sulla terra rossa. È stata la 4ª edizione degli Internazionali di Tennis di San Marino, che fanno parte della categoria World Series nell'ambito dell'ATP Tour 1991 e della categoria Tier V nell'ambito del WTA Tour 1991. Si sono giocati a San Marino nella Repubblica di San Marino, dal 29 luglio al 4 agosto 1991.

## Campioni

### Singolare maschile
Guillermo Pérez Roldán ha battuto in finale  Frédéric Fontang con il punteggio di 6–3, 6–1.

### Doppio maschile
Jordi Arrese /  Carlos Costa hanno battuto in finale  Christian Miniussi /  Diego Perez  6–3, 3–6, 6–3.

### Singolare femminile
Katia Piccolini ha battuto in finale  Silvia Farina Elia con il punteggio di 6–2, 6–3

### Doppio femminile
Kerry-Anne Guse /  Akemi Nishiya hanno battuto in finale  Laura Garrone /  Mercedes Paz con il punteggio di 6–0, 6–3